# Klyvfrukt
Klyvfrukt (jämför engelska schizocarp, från grekiska schizein, "spjälka", "klyva", och karpos, "frukt") är äkta frukter som faller sönder i enfröiga, nötlika delfrukter. Exempel på klyvfrukter är lönn (två frön), vild morot och dill (många frön). En klyvfrukt består av flera karpeller som faller isär i enfröiga delar vid mognaden, som lönnäsor som blir två halvor med ett frö i varje halva. 